# Gardens
「Gardens」（ガーデンズ）は、川田まみの15枚目のシングル。2015年8月5日にNBCユニバーサルから発売された。

## 概要
川田のシングルとしては前作『Break a spell』から約1年5ヶ月ぶりのリリース。表題曲は、テレビアニメ『To LOVEる -とらぶる- ダークネス 2nd』のエンディングテーマとして使用されており、作曲・編曲をI'veの代表クリエイターである高瀬一矢が手掛けている。川田のシングル表題曲の作曲を高瀬が手掛けるのは、4枚目のシングル『Get my way!』以来となる。
販売形態は通常盤のみであり、ディスクジャケットは作中のヒロインであるモモ・ベリア・デビルークの描き下ろしイラスト仕様となっている。
CDジャーナルは、表題曲について「インパクトあふれるポップ・チューンで、デジタル調ミディアムの颯爽とした色彩感はもとより、しなやかでフレッシュな歌唱が耳を惹きつける。」と評している。

## シングル収録内容
| 全作詞: 川田まみ。 |                                                                                    |           |           |                    |      |
| #                  | タイトル                                                                           | 作詞      | 作曲      | 編曲               | 時間 |
| 1.                 | 「Gardens」(テレビアニメ『To LOVEる -とらぶる- ダークネス 2nd』エンディングテーマ) | 川田まみ  | 高瀬一矢  | 高瀬一矢           | 4:21 |
| 2.                 | 「∃UTOPIA?」(パチスロ『BLACK LAGOON2』テーマソング)                                | 川田まみ  | 尾崎武士  | 尾崎武士、中沢伴行 | 3:06 |
| 3.                 | 「Gardens -Instrumental-」                                                         | 川田まみ  |           |                    | 4:20 |
| 4.                 | 「∃UTOPIA? -Instrumental-」                                                        | 川田まみ  |           |                    | 3:07 |
| 合計時間:          | 合計時間:                                                                          | 合計時間: | 合計時間: | 14:54              |      |